# Запиленість рудникової атмосфери
Запи́леність руднико́вої атмосфе́ри (повітря), (рос. запыленность рудничной атмосферы (воздуха), англ. mine air dustiness, нім. Staubbelastung f der Grubenwetter n pl) — характеристика рудникової атмосфери за вмістом у ній твердих завислих частинок. Інколи використовується термін «запиленість повітря». Для гігієнічної оцінки пилового фактора найважливішою вважається середньозмінна запиленість повітря. Вона характеризує пилове навантаження на організм людини за робочу зміну.
СТУПІНЬ ЗАПИЛЕНОСТІ ВИРОБКИ — показник, що характеризує вибухонебезпечний стан гірничої виробки. Виражається кількістю пилу, який міститься у 1 м3 об'єму виробки. Син. — міра запиленості виробки.